# 용인군 (1948년 선거구)
용인군은 대한민국의 옛 국회의원 선거구이다. 당시 경기도 용인군 지역을 관할했다.

## 역사
제헌 국회의원 선거를 앞두고 용인군 전 지역을 관할하는 선거구로 신설되었다.
제6대 국회의원 선거를 앞두고 안성군 선거구와 통합되어 용인군·안성군 선거구가 되면서 폐지되었다.

## 역대 국회의원
| 선거   | 정당 | 정당               | 의원   |
| ------ | ---- | ------------------ | ------ |
| 1948년 |      | 대한독립촉성국민회 | 민경식 |
| 1950년 |      | 무소속             | 류기수 |
| 1954년 |      | 자유당             | 신의식 |
| 1958년 |      | 민주당             | 구철회 |
| 1960년 |      | 민주당             | 김윤식 |

## 역대 선거 결과

### 대한민국 제헌 국회의원 선거
|  | 60.51% |

|  | 34.66% |

|  | 4.83% |

### 대한민국 제2대 국회의원 선거
|  | 22.68% |

|  | 22.49% |

|  | 17.72% |

|  | 13.75% |

|  | 11.67% |

|  | 5.96% |

|  | 4.69% |

|  | 1.00% |

### 대한민국 제3대 국회의원 선거
|  | 47.43% |

|  | 35.39% |

|  | 15.34% |

|  | 1.82% |

### 대한민국 제4대 국회의원 선거
|  | 53.89% |

|  | 46.10% |

### 대한민국 제5대 국회의원 선거
|  | 18.49% |

|  | 16.43% |

|  | 15.80% |

|  | 15.07% |

|  | 10.31% |

|  | 9.93% |

|  | 4.84% |

|  | 4.25% |

|  | 2.58% |

|  | 2.24% |